# Англо-американська правова сім'я
Англо-американська правова сім'я або англосаксонська правова сім'я (англ. common law legal system) — сукупність правових систем, що склалися під впливом англійської правової системи, в розвитку яких основна роль належить судовій практиці. Містить правові системи Великої Британії, а також інших країн, що перебували під її політико-правовим впливом; англосаксонська правова сім'я також у науковій літературі має назву англо-американської правової сім'ї або сім'ї загального права..

## Історія розвитку англосаксонської правової сім'ї
Право країн англосаксонської правової сім'ї історично виникло в Англії в ХІ ст. До сім'ї загального права, поряд із правовою системою Англії, входять правові системи США, Австралії, Канади, Нової Зеландії, Північної Ірландії, країн Британської Співдружності. Майже третина країн світу відчула на собі вплив англо-американської системи права. Однак панівне місце в англо-американській правовій сім'ї завжди посідало саме англійське право. В історії його становлення і розвитку виділяють такі етапи:
1. Перший етап — англосаксонський період до норманського завоювання 1066 року;
2. Другий етап — період становлення загального права з 1066 року до встановлення династії Тюдорів у 1485 році;
3. Третій етап — період розквіту загального права (1485—1832);
4. Четвертий етап — період поєднання загального права з розвитком законодавства (з 1832 року)[3].

### Перший етап
Перший етап (до 1066 року) передує формуванню загального англійського права. Протягом I—IV століть Англія входила до складу Римської імперії, але римське право не справило визначального впливу на подальший розвиток її правової системи. На початку V століття країну заселюють англосакси, після чого декілька століть в Англії діють розрізнені звичаї цих племен (англів, саксів, ютів, данців). Таким чином, для даного періоду характерна розрізнена, не пов'язана між собою локальна нормотворчість, заснована загалом на даних звичаях.

### Другий етап
Другий етап (1066 р. — XIV ст.) починається з перемоги Вільгельма Завойовника над військами англосаксів та встановлення норманського панування на Британських островах. Даний етап вважається початком формування загального права (common law). Розвитку загального права сприяло створення єдиної централізованої влади та єдиної системи королівських судів. Починаючи з Х ст., Королівські судді починають формування єдиного для всієї країни прецедентного права. Створені рішення беруться за основу всіма іншими суддями. За відсутності прецеденту суддя самостійно формулює рішення у справі і тим самим здійснює нормотворчі функції. Саме в ці часи склалися п'ять основних типів англійського права:
1. королівське (створене під протекторатом короля);
2. судове (створене судовою практикою);
3. загальне (охоплює територію всієї країни);
4. процесуальне (пріоритет надано не матеріальному, а процесуальному праву);
5. публічне (особливу увагу приділено публічному праву, тоді як приватне право фактично ігнорується);

### Третій етап
Третій етап (XV — середина ХІХ ст.) характеризується дуалізмом англійського права, який пов'язується з появою так званого «права справедливості» (law of equity). Право справедливості виникло з реалізації повноваження короля через діяльність лорда-канцлера втручатися у здійснення правосуддя шляхом пом'якшення суворих вироків. При цьому посилання робилися не на прецеденти, а на загальні принципи права, поняття добра, справедливості тощо. Таким чином, право справедливості — це сукупність норм, які створювалися судом лорда-канцлера для того, щоб доповнювати, а деколи і змінювати систему загального права, якщо вона відставала від життя.
Таким чином, на цьому етапі виникає ситуація, коли фактично діють дві системи судів: ті, що застосовують загальне право, і ті, що застосовують право справедливості. Це спричинило виникнення конкуренції позовів, а також проблему з'ясування того, рішення якого суду має вищу силу.

### Четвертий етап
Четвертий етап (з середини ХІХ ст.) характеризується проведенням значних правових реформ. Англійське право модернізується та пристосовується до потреб сьогодення. Серед основних моментів цього етапу слід виділити наступні:
1. Об'єднання загального права і права справедливості. В результаті проведення судової реформи 1873—1875 років дві судові системи були об'єднані, внаслідок чого всі англійські суди отримали можливість застосовувати як норми загального права, так і положення права справедливості.
2. Підвищення ролі законів (статутів) у системі джерел права. Судовий прецедент залишається визначальним джерелом права, проте активізація законодавчої діяльності частково змінює структуру і зміст англійського права внаслідок запозичення цінностей системи континентального права.
3. Формування матеріального права. До цього часу англійське право розвивалося переважно як процесуальне, оскільки було пов'язане передусім з судовою процедурою і доказами.